# Cecidocharella borrichia
Cecidocharella borrichia is een vliegensoort uit de familie van de boorvliegen (Tephritidae). De wetenschappelijke naam van de soort is voor het eerst geldig gepubliceerd in 1970 door Bush and Huettel.